# Miljoenenjacht
Miljoenenjacht è uno show televisivo olandese, dove un concorrente ed uno spettatore da casa possono vincere fino ad un massimo di €5.000.000 ed un minimo di €0,01.
Lo show viene trasmesso in diverse fasce orarie, ed è ora trasmesso sul canale olandese RTL 4.
È basato sullo show tedesco "Die Chance deines Lebens", il format dell'ultimo round del programma utilizzato dal 2002 è stato esportato in tutto il mondo dal produttore olandese Endemol con il titolo "Deal or No Deal".